# Palatskvinnornas uppror
Palatskvinnornas uppror  (kinesiska: 宮女起義), även känt som Renyin-komplotten (kinesiska: 壬寅宫變), var ett misslyckat mordförsök på Jiajing-kejsaren, som ägde rum i den förbjudna staden i Peking i november 1542 i Renyin-året av den kinesiska tideräkningen, därav dess alternativa namn Renyin-komplotten. Mordförsöket ägde rum genom en sammansvärjning av kejsarens palatskvinnor, det vill säga konkubiner, som en natt överföll honom i haremet och gemensamt försökte strypa honom. 

## Komplotten

### Bakgrund
Hundratals flickor valdes ut att tjäna i det kejserliga haremet. De var indelade i olika rang med allt från kejsarens huvudhustru (kejsarinnan) vidare till kejserliga gemåler, bihustrur, konkubiner, hovdamer och hovpigor; alla ingick formellt i kejsarens harem och var tillgängliga för könsumgänge med kejsaren, och de kallades kollektivt för palatskvinnor. 
Jiajing-kejsaren var känd för sin grymhet mot sina haremskvinnor, och misshandel, tortyr och grymma straff för minsta felsteg var vanligt förekommande. Han var också känd för sina märkliga projekt för att öka sin livslängd. En av dem var att dricka en medicin tillverkad av menstruationsblod, kallad "Rött Bläck", som påstods förlänga livet. Flickor mellan 13 och 14 år hölls i haremet för detta ändamål, och för att deras blod skulle vara rätt för medicinen, tvingades de leva endast på regnvatten och mullbärsblad, en diet som ledde till svält, sjukdom och död i haremet. Ett annat projekt var att dricka dagg som samlades från bananplantors blad i kejsarens växthus, plockade av haremskvinnor, en uppgift som också avskyddes av kvinnorna, bland annat för att de tvingades göra det under tidiga kalla morgnar, vilket ofta gjorde kvinnorna sjuka. 
År 1542 rådde särskilt missnöje i haremet. Kejsaren hade fått en gåva i form av en sköldpadda färgad i flera färger, som även den påstods förlänga livet. Han hade gett sina kvinnor order att sköta den, och bestraffat dem när sköldpaddan dog. Vid samma tidpunkt hade hans favoriserande av en av konkubinerna, Gemål Duan, väckt missnöje bland de övriga kvinnorna, och kejserliga gemålen Wang Ning hade spridit ut ryktet att kejsaren hade mist himmelens stöd på grund av inflytandet från Duan, som kallades för en rävsjäl i förklädnad. Wang Ning ska därefter ha föreslagit de andra haremskvinnorna att bilda en sammansvärjning för att mörda kejsaren.

### Mordförsöket
Kejsaren tillbringade vid det aktuella tillfället natten med sin favoritkonkubin, Gemål Duan. Duan ursäktade sig och lämnade honom, varpå en grupp på flera ytterligare konkubiner kom in i rummet för att passa upp på honom. Istället överföll de honom i sängen och försökte strypa honom. 
Medan mordförsöket pågick förlorade en av konkubinerna, Zhang Jinlian, nerverna och underrättade kejsarinnan Fang, som kallade på eunuckerna, avbröt attacken och gav order om att kvinnorna skulle arresteras. 

### Efterspel
Kejsaren överlevde attacken, men återfick inte medvetandet på flera dagar. Medan kejsaren var medvetslös tog kejsarinnan Fang över ansvaret. Hon gav order om avrättningen av sjutton av kejsarens konkubiner: tio av dem för att ha medverkat handgripligen i försöket att strypa kejsaren, fyra för att ha varit inblandade i sammansvärjningen och kejserliga gemålen Wang Ning för att ha planerat hela kuppen från början; även Zhang Jinlian, som underrättat henne om mordförsöket, dömdes till döden. Kejsarens favoritgemål Duan avrättades endast för att attacken hade ägt rum i hennes sovrum. Även tio medlemmar av de dömdas familjer dömdes till döden. Samtliga 27 personer avrättades genom avrättningsmetoden Lingchi, varefter deras kvarlevor ställdes ut offentligt. Ytterligare tjugo medlemmar av de dödsdömdas familjer dömdes till slaveri och delades ut som gåvor till olika ministrar. 

### Konsekvenser
Kejsaren återfick inte medvetandet förrän åtskilliga dagar efter mordförsöket. När han slutligen var kapabel att återta makten, blev han missnöjd över att kejsarinnan Fang hade inkluderat hans favorit Duan i avrättningarna. Duan hade inte personligen deltagit i mordförsöket utan lämnat rummet medan det pågick, och kejsaren ansåg att hon inte hade varit inblandad och att Fang bara hade tagit tillfället i akt att göra sig av med en hatad rival. Eftersom hon hade räddat kejsarens liv kunde han dock inte agera mot henne. När det kejserliga palatset eldhärjades fem år senare, 1547, och kejsarinnan Fang blev innestängd i den brinnande byggnaden, gav kejsaren order om att inget försök skulle göras att rädda henne, vilket resulterade i att hon brann inne. 
Komplotten hindrade inte kejsaren från att fortsätta tillverka sitt påstådda livselixir av menstruationsblodet från svältande flickor. Däremot gav han order om striktare kriterier om vilka flickor som skulle väljas ut till haremet. År 1547 valdes 300 flickor mellan elva och 14 år ut till haremet, och fem år senare valdes ytterligare 150 flickor ut, men nu med åldersgränsen sänkt till åtta år; år 1555 sänktes åldersgränsen ytterligare och därefter valdes endast flickor under åtta års ålder ut till haremet för att tillverka kejsarens medicin.